# Múscul oblic inferior de l'ull
El múscul oblic inferior de l'ull (musculus obliquus inferior bulbi) o múscul oblic menor de l'ull, és un dels sis músculs que componen la musculatura extrínseca de l'ull, per tant, implicat en els moviments de l'ull.. A diferència dels altres cinc músculs, que s'insereixen en l'anell de Zinn en el fons de l'òrbita, l'oblic menor ho fa en la part anterior i interna de l'òrbita, per darrere del sac lacrimal. Des d'aquest punt es dirigeix cap a la part posterior de l'ull, inserint-se en l'escleròtica, en la porció posteroexterna del globus ocular.
Quan es contrau, abdueix, eleva i fa una rotació lateral del globus ocular. L'oblic inferior és l'únic múscul que és capaç d'elevar l'ull quan està en una posició en adducció completa. Està innervat pel nervi motor ocular comú o III nervi cranial. En els éssers humans, el múscul és d'aproximadament d'uns 35 mm. de llarg.

## Imatges
- Moviment ocular del múscul recte extern de l'ull, vista superior
- Moviment ocular del múscul recte intern de l'ull, vista superior
- Moviment ocular del múscul recte inferior de l'ull, vista superior
- Moviment ocular del múscul recte superior de l'ull, vista superior
- Moviment ocular del múscul oblic superior de l'ull, vista superior
- Moviment ocular del múscul oblic inferior de l'ull, vista superior
- Vista anterior del globus ocular amb els diferents músculs rectes.